# Apobaetis etowah
Apobaetis etowah är en dagsländeart som först beskrevs av Jay R. Traver 1935.  Apobaetis etowah ingår i släktet Apobaetis och familjen ådagsländor. Inga underarter finns listade i Catalogue of Life.